# Quimiorresistencia
Se denomina quimiorresistencia a la resistencia que desarrollan cepas de organismos patógenos a determinados fármacos o compuestos químicos que usualmente son letales para su especie. 

## Descripción
Es un fenómeno de carácter genético y heredable. Cuando una población de seres vivos tiene individuos con algún gen que le permiten una mayor resistencia a una determinada sustancia tóxica que al resto de la población, ésta puede ejercer una fuerte presión selectiva si se recibe en dosis tales que sea más letal para estos últimos. Los individuos resistentes tendrán más probabilidad de sobrevivir, reproducirse y transmitir el gen a sus descendencia, de modo que aumentará el porcentaje de la población resistente a esta dosis particular. 
Las mutaciones sucesivas de dicho gen, o la variabilidad genética que permitan que algunos individuos hereden distintos genes que otorguen resistencia al tóxico de forma sinérgica, permitirán la adaptación progresiva de un organismo al tóxico mientras exista esa presión selectiva, alcanzando muchas veces la resistencia total a dosis elevadas.

## Tipos de quimiorresistencia

### En bacterias
Es sobre todo conocida la quimiorresistencia que han desarrollado muchas bacterias, sobre todo en ambientes hospitalarios, a diversos antibióticos en pocas décadas, de modo que actualmente son muy difíciles de combatir. Es por tanto un problema sanitario ya que la capacidad del hombre por desarrollar nuevos antibióticos es muy inferior a la velocidad con que las bacterias se adaptan a ellos. 

#### Importancia biomédica
Si la dosis tóxica de un antibiótico fuera tan baja que no produjera mortalidad ni afectara la reproducción; o tan alta que fuera generalmente letal para los individuos con dicho gen, no existiría esta presión selectiva. A nivel práctico, el problema de la quimiorresistencia no comienza cuando se produce la mutación que otorga cierta resistencia a un medicamento. El problema aparece cuando esa mutación llega a ser muy común en la población porque se le ha sometido a condiciones en donde solo los portadores de esa mutación sobreviven usualmente. 
Además, si el gen no está ya en el 100% de la población, la situación puede ser reversible. Si las condiciones cambian, los individuos no resistentes pueden volver a ser predominantes al cabo de unas generaciones, de modo que un medicamento cuyo uso se abandonó por el problema de la quimiorresistencia, puede volver a usarse de nuevo con cierto grado de eficacia.

### En otros organismos

Molécula del DDT

Numerosos parásitos también han desarrollado resistencia a antiparasitarios antihelmínticos e insecticidas. En el caso de ácaros, estos han logrado tolerar dosis de tóxicos que serían letales para la mayoría de los individuos de una población normal de la misma especie. Esto pasó en mediados del siglo XX con insectos como las langostas, que fueron combatidas en exceso con DDT y Gamexano, logrando en la década de 1950 a 1960 alimentarse del producto puro, el cual ya no era tóxico para la especie. 
La apicultura es una de las tantas actividades que desarrolla el ser humano, donde ectoparásitos que atacan a las abejas melíferas, alcanzaron la resistencia a productos como el fluvalinato, piretroide que en un comienzo lograba un 100% del control del ácaro varroa. La bibliografía hoy describe resistencia a otros productos como el amitraz, el coumaphos, la flumetrina, y muchos antibióticos utilizados para el control de Loque americana y Loque europea.